# Une place sur la Terre
Une place sur la Terre è un film del 2013 diretto da Fabienne Godet.

## Trama
Antoine è un fotografo che vive a Bruxelles, solo e dedito al bere e alle feste. Come unico amico ha un bambino di 7 anni, Matéo, che cura in assenza dei genitori suoi vicini di casa e a cui insegna il suo modo di affrontare la vita.

## Riconoscimenti

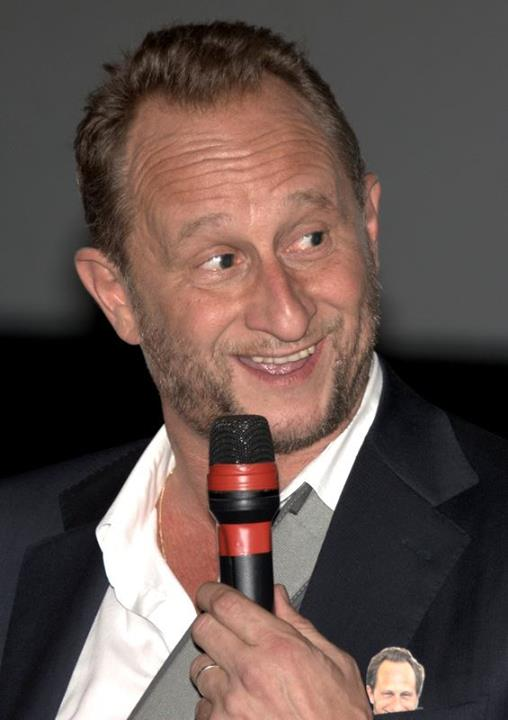
Benoît Poelvoorde alla prima del film

- 2014: Premio Magritte

Miglior attore a Benoît Poelvoorde
Nominato a migliori costumi a Élise Ancion